# 벽혈신검
《벽혈신검》(新碧血劍, The Sword Stained with Royal Blood)은 홍콩에서 제작된 원진양 감독의 1993년 영화이다. 김용의 소설 벽혈검에 기반을 둔다. 원표 등이 주연으로 출연하였고 장해정 등이 제작에 참여하였다.

## 출연

### 주연
- 원표
- 이수현

### 조연
- 오맹달
- 이미봉
- 장민
- 우마
- 원영의
- 용방
- 황진선
- 서금강
- 마해륜
- 진룡
- 태보
- 엽전진

## 기타
- 원작자: 김용

## 한국어 더빙 성우진(KBS)
- 김승준 - 원승 (원표)
- 황원 - 사부 (오맹달)
- 안경진 - 장평공주 (장민)
- 신성호 - 금사낭군 (이수현)
- 장광 - 오대사
- 박상일
- 김정애